# Parnassius huberi
Parnassius huberi  là một loài bướm ngày trong họ Bướm phượng sinh sống ở vùng núi cao được tìm thấy ở Tây Tạng.
P. huberi là thành viên mới trong chi Parnassius và có liên quan đến các loài chị em P. acco và P schultei.